# The Solids
The Solids is een Amerikaanse muziekgroep uit Middletown, Connecticut. Ze brengen Powerpop en Alternatieve rock.
De groep bestaat momenteel uit Carter Bays, Craig Thomas, Patrick Butler, and C.C. DePhil. De groep werd opgericht in de zomer van 1996 door Bays en Thomas en samen met Patrick Butler en Nick Coleman traden ze in september hun eerste maal op. Ze kregen bekendheid toen dat jaar hun nummer The Future Is Now de titelsong werd voor de televisieserie Oliver Beene. Hun eerste album The Solids werd uitgebracht in januari 2008. Het lied Hey Beautiful wordt sinds 2005 gebruikt als intro van de Amerikaanse komedieserie How I Met Your Mother (bedacht door Craig Thomas en Carter Bays), die ook uitgezonden wordt in Nederland en Vlaanderen.